# Бізенья
Бізенья (італ. Bisegna) — муніципалітет в Італії, у регіоні Абруццо,  провінція Л'Аквіла.
Бізенья розташована на відстані близько 110 км на схід від Рима, 60 км на південний схід від Л'Акуїли.
Населення — 234 особи (2014).
Щорічний фестиваль відбувається 16 серпня. Покровитель — святий Рох.

## Демографія
Населення за роками:

Станом на 1 січня 2023 року в муніципалітеті офіційно проживало 15 іноземців з 7 країн, серед них 7 громадян країн Євросоюзу.

## Сусідні муніципалітети
- Джоя-дей-Марсі
- Ортона-дей-Марсі
- Пескассеролі
- Сканно
- Віллалаго